# Mladen Stahuljak
Mladen Stahuljak (Zadar, 15. ožujka 1914. – Hamburg, 8. ožujka 1996.), hrvatski skladatelj i dirigent.
Na Muzičkoj akademiji u Zagrebu, diplomirao je orgulje i kompoziciju, a usavršavao se u Leipzigu. Bio je zborski dirigent (Oratorijski zbor crkve Sv. Marka), orguljaš, profesor na glazbenim školama, operni dirigent i urednik na radiju (Sarajevo). 

## Djela
- "Dalmatinski gudački kvarteti",
- "Sonata za violočelo i klavir",
- "Pet ženskih vokalnih kvarteta",
- "Šleske pjesme",
- "Matoševi soneti"
- "Sonatina za obou i klavir"